# Brestiv, Muncaci
Brestiv (în ucraineană Брестів) este localitatea de reședință a comunei Brestiv din raionul Muncaci, regiunea Transcarpatia, Ucraina.

## Demografie
Componența lingvistică a localității Brestiv
     Ucraineană (98,87%)
     Alte limbi (1,13%)
Conform recensământului din 2001, majoritatea populației localității Brestiv era vorbitoare de ucraineană (98,87%), existând în minoritate și vorbitori de alte limbi.